# Joana de Fougères
Joana de Fougères (em francês: Jeanne; m. após 1273) foi suo jure Senhora de Fougères, e condessa consorte de La Marche e de Angoulême como esposa de Hugo XII de Lusinhão, Conde de La Marche e Conde de Angoulema. Joana foi a responsável pelas adições e fortificações do Castelo de Fougères, o que proporcionou maior estabilidade à cidade.

## Família
Seus avós paternos eram Godofredo, senhor de Fougères e Matilde de Porhoet. Seus avós maternos eram Amaury I, senhor de Craon e Joana des Roches.
Ela apenas teve um irmão, João, que nasceu e morreu no mesmo dia, em 6 de dezembro de 1230. Assim, Joana se tornou herdeira do pai. Após sua morte em 14 de fevereiro de 1256, se tornou Senhora de Fougères.

## Casamento
Joana e Hugo XII se casaram em 29 de janeiro de 1254, em Fougères. Ele era filho de Hugo XI de Lusinhão e de Iolanda da Bretanha, suo jure condessa de Penthrièvre e de Porhoet.
Seus filhos foram:
- Iolanda de Lusinhão (24 de março de 1257 - setembro de 1314) suo jure condessa de La Marche, foi casada duas vezes e teve filhos;
- Hugo XIII de Lusinhão (25 de junho de 1259 – 1 de novembro de 1303), conde de La Marche e de Angoulême, marido de Beatriz de Borgonha, senhora de Grignon, mas não teve filhos;
- Guido de Lusinhão, Conde de Angolema (c. 1260/1265 - 24 de setembro/28 de novembro de 1308), senhor de Couhe e de Peyrat, não teve esposa ou filhos;
- Isabel de Lusinhao (m. após 4 de junho de 1309), foi casada com João de Vesci, e depois se tornou freira na Abadia de Fontevraud;
- Joana de Lusinhão (m. após 18 de abril de 1323), suo jure senhora de Couche e Peyrat, casada duas vezes. Ela era a mãe de Joana de Geneville, 2.° Baronesa Geneville, esposa de Rogério Mortimer, 1.º Conde de March, o famoso amante da rainha Isabel de França, rainha de Inglaterra, a esposa do rei Eduardo II;
- Maria de Lusinhão, esposa de Estêvão II, conde de Sancerra. Sem filhos.

Logo após 25 de agosto de 1270, Joana se tornou viúva com a morte de Hugo na Oitava Cruzada, lutando pelo rei Luís XI de França.
Ela morreu depois de 1273, e foi enterrada em Sauvigny.

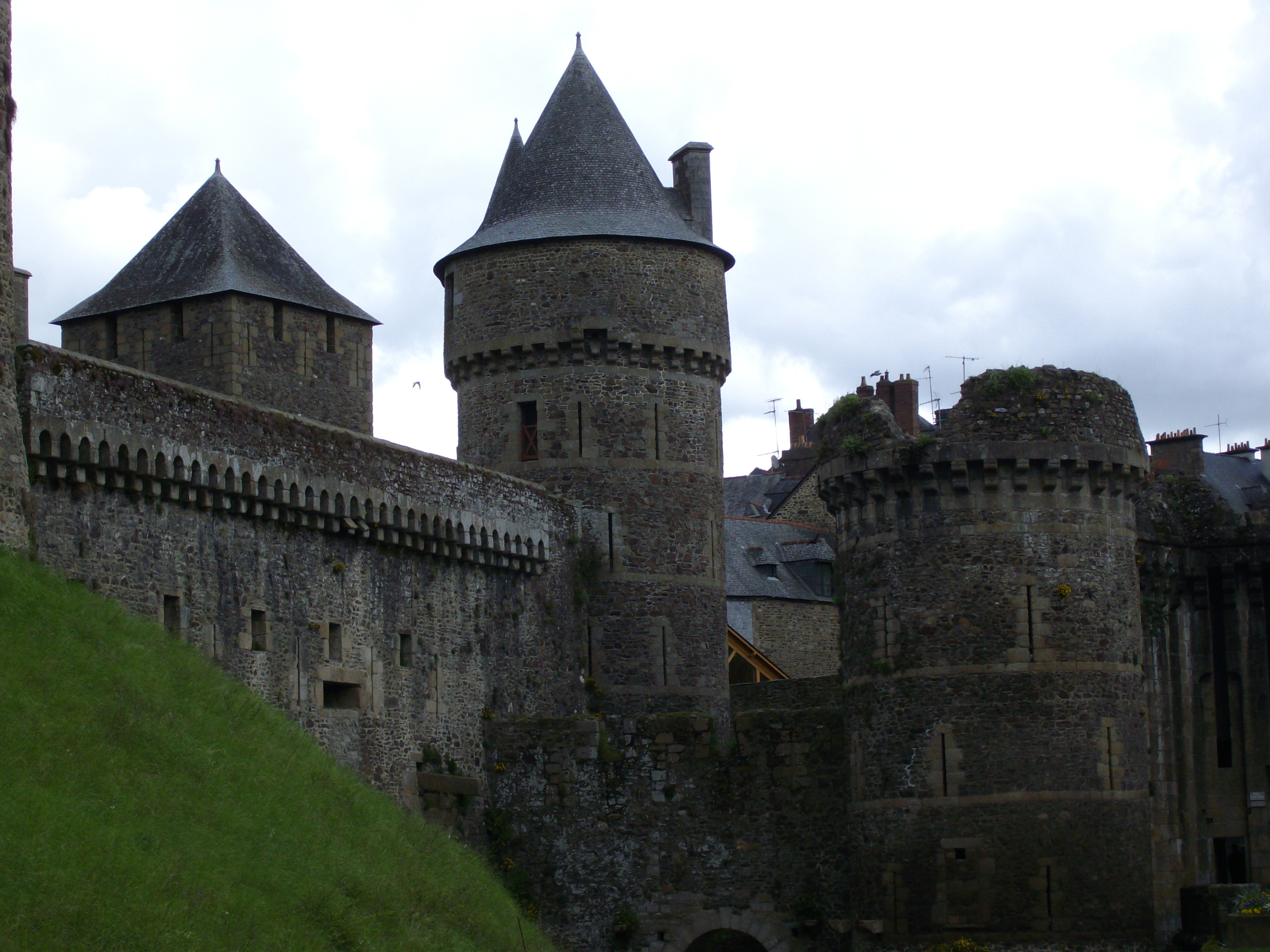
Castelo de Fougères, local de nascimento de Jeanne de Fougères